# Финишное плазменное упрочнение
Финишное плазменное упрочнение (ФПУ) — безвакуумный и бескамерный процесс струйного плазмохимического нанесения кремнийсодержащих покрытий из газовой фазы с одновременной плазменной активацией газового потока и поверхности, на которую осаждается покрытие.
Разработчиками данной технологии является коллектив ученых и специалистов Санкт-Петербургского политехнического университета Петра Великого и научно-производственной фирмы ООО «Плазмацентр». Первые публикации о новом процессе появились в конце восьмидесятых - начале девяностых годов . В это же время технология и конструктивные элементы оборудования для ФПУ в рамках сотрудничества были переданы в ряд высших учебных заведений России и Республики Беларусь, где впоследствии проводились исследования и защищались диссертации по этой тематике.
Научные основы ФПУ авторами процесса обобщены в монографии, изданной в 2008 и 2013 годах.. Патентные права на основные принципы технологии ФПУ принадлежат научно-производственной фирме ООО «Плазмацентр» .
Название технологии «финишное плазменное упрочнение» (англ. finish plasma hardening, finishing plasma strengthening) связано с её основным назначением - повышением долговечности и надежности деталей на финишной стадии их изготовления или ремонта за счет нанесения при атмосферном давлении тонкопленочных плазменных покрытий из газовой фазы. При этом геометрические размеры деталей не изменяются, а поверхность приобретает новые полифункциональные свойства. Для нанесения покрытия используется дуговой разряд плазменного источника энергии.
ФПУ применяется для создания на рабочих поверхностях деталей машин, механизмов и оборудования, инструмента, технологической оснастки, изделий медицинского назначения покрытий, обеспечивающих износостойкость, химическую инертность, коррозионную стойкость, антифрикционность, жаростойкость, разгаростойкость, антисхватывание, стойкость против фреттинг-коррозии, диэлектрические, барьерные, биосовместимые, бактерицидные и другие свойства. Плазмохимическое нанесение тонкопленочных кремнийсодержащих покрытий может осуществляться как на металлические, так и полимерные материалы.
Эффект от ФПУ достигается за счет создания поверхностного слоя:
- с элементным составом и структурой, отвечающей правилу Шарпи или дисперсионно упрочненной наночастицами;
- с эффективными трибологическими характеристиками - низкими коэффициентом трения, длительностью приработки, тепловыделением при трении ;
- с оптимальными физико-механическими свойствами для защиты от износа - стойкости к упругой деформации (индекс пластичности), стойкости к пластической деформации, упругого восстановления, близости модулей упругости покрытия и подложки ;
- с низким коэффициентом износа, замеряемым в условиях микроабразивного изнашивания;
- с оптимальным коэффициентом адгезии, определяемым склерометрическим методом как отношение силы на индентор в момент окончания прохождения толщины покрытия, к силе на индентор, при которой появляются первые трещины или отслоения ;
- с рациональной толщиной покрытия относительно параметров шероховатости подложки;
- с химической инертностью, в том числе сульфоинертностью ;
- с минимизацией зон скопления микроорганизмов ;
- с возможностью биоактивной фиксации с костной тканью ;
- со сжимающими остаточными напряжениями ;
- с залеченными трещинами и микродефектами ;
- с повышенной маслоудерживающей способностью;
- обладающего гидрофильностью;
- с диэлектрическими свойствами;
- с коррозионностойкими свойствами;
- с низким коэффициентом теплопроводности;
- с повышенной радиационной стойкостью.
В соответствии с, международной классификацией методов нанесения тонкопленочных покрытий ФПУ относится к химическому осаждению покрытий из газовой (паровой) фазы (англ. chemical vapor deposition - CVD) стимулированного плазмой (англ. plasma enhanced CVD - PECVD) или ассистированного плазмой (англ. plasma assisted CVD - PACVD). В этих технологиях покрытие образуется на границе раздела двух фаз (газ - твёрдое тело) в результате химических гетерогенных реакций, протекающих вблизи от поверхности, на поверхности и в приповерхностном слое подложки. Газовая фаза при ФПУ состоит из смеси паров летучих малотоксичных элементоорганических или металлоорганических и неорганических жидких соединений с газом-аргоном, плазмообразующим и защитным газами. Процесс химического осаждения покрытий с использованием металлоорганических соединений в англоязычной литературе называется metalorganic chemical vapor deposition (MOCVD).
Используемая при ФПУ газовая смесь поступает в малогабаритный электродуговой плазменный реактор постоянного тока струйного действия, функционирующий при атмосферном давлении. В англоязычной литературе близкие по сущности процессы имеют названия - Atmospheric pressure plasma enhanced CVD (AP - PECVD), Atmospheric pressure plasma assisted CVD (AP - PACVD), PАCVD by cold atmospheric plasma (PACVD - CAP), Atmospheric-Pressure DC Plasma Jet Reactor (APDCPJR).
Плазменная активация при ФПУ связана с воздействием «холодной» низкотемпературной атмосферной плазмы (англ. cold atmospheric pressure plasma) как на газовую фазу, так и на модифицируемую поверхность в условиях генерирования удалённой плазмы (англ. remote plasma enhanced chemical vapour deposition - RPECVD). При этом плазменная активация газовой фазы обеспечивает быстрое термическое разложение вводимых паров и увеличение скорости осаждения покрытия. Плазменная активация поверхности, на которую наносится покрытие, служит для удаления адсорбированных веществ, повышения химической активности и адгезионной способности поверхностного слоя. Применение удаленной плазмы с учетом разнесения зон её возбуждения и роста покрытия минимизирует тепловую нагрузку на подложку.
Нанесение покрытия на заданную поверхность при ФПУ осуществляется при перемещении плазменной струи со скоростью 3-150 мм/с с учетом образования перекрывающихся полос покрытия шириной 8-15 мм. При ФПУ нагрев изделий не превышает 60-150 °C. После ФПУ параметры шероховатости поверхности с покрытием в зависимости от исходных параметров подложки могут даже улучшиться.
Основными стадиями ФПУ с точки зрения кинетической модели образования покрытия являются:
· генерирование аргоновой плазмы дугового разряда постоянного тока с образованием заряженных энергетических (электронов и ионов) и нейтральных химически активных частиц (свободных атомов и радикалов);
· подача паров жидких прекурсоров (летучих элементоорганических и неорганических жидкостей и газа носителя) в поток аргоновой плазмы, формируемый в малогабаритном плазмохимическом реакторе;
· диссоциация при столкновении с быстрыми электронами аргоновой плазмы молекул паров прекурсоров с образованием новых заряженных энергетических и нейтральных химически активных частиц;
· направленная доставка совместно с потоком аргоновой плазмы химически активных частиц к поверхности подложки;
· адсорбция химически активных частиц на подложке с одновременной плазменной активацией аргоновой плазмой поверхности для создания активных центров адсорбции;
· поверхностная диффузия адсорбированных молекул;
· вступление в химические реакции адсорбированных химически активных частиц с образованием структурных единиц осаждаемого покрытия;
· удаление побочных продуктов реакций.
Англоязычный вариант обозначения процесса ФПУ в соответствии с приведенной моделью образования покрытия - PACVD cold atmospheric pressure plasma (PACVD CAPP) или Atmospheric Pressure DC Plasma Jet Reactor (APDCPJR).
Основные отличия процесса ФПУ от традиционного CVD процесса состоят в следующем:
1. При CVD процессах изделие для нанесения покрытия помещается в стационарный проточный реактор - камеру, куда подаются газы или пары одного или нескольких прекурсоров, вступающих в реакцию и/или разлагающихся на поверхности или вблизи поверхности нагретого изделия, при этом на всех его поверхностях осаждается покрытие. При ФПУ реактор, имея минимальные размеры, может перемещаться относительно неподвижного или движущегося изделия, тем самым обеспечивается нанесение покрытия только на заданную поверхность, то есть селективно.
2. CVD процессы, в основном, проводятся при атмосферном давлении в закрытых высокотемпературных реакторах-камерах при термической активации деталей, а в качестве реакционных веществ используются токсичные газы. При ФПУ применяются пары летучих жидких элементоорганических и неорганических прекурсоров, обеспечивающих повышенный уровень экологической безопасности за счет их малотоксичности и взрывобезопасности. При этом возможно получение необходимого химического состава покрытия из материала единой субстанции. Температура нагрева изделий при ФПУ может составлять 60-400 °С, высокотемпературные камеры не используются.
3. При осаждении покрытий CVD методом требуется значительный расход прекурсоров, приводящий к повышенному образованию побочных газообразных продуктов химических реакций, удаляемых из реактора с потоком газа. При ФПУ в связи с малогабаритностью плазмохимического реактора используется минимальное количество вводимых паров прекурсоров с удалением побочного газообразного продукта мобильным фильтровентиляционным агрегатом.
4. В CVD методе для уменьшения температуры нагрева изделий до 450-550 °С используется дополнительно к термической активации процесс плазменной активации, который осуществляется в вакууме. Для генерирования плазмы при вакуумных CVD процессах применяются, в основном, тлеющий или высокочастотный разряды, которые характеризуются объемным (распределенным) воздействием на газовую среду и на все изделие. При ФПУ применяется дуговой разряд постоянного тока, генерируемый при атмосферном давлении без вакуума, с образованием скоростной плазменной струи, которая доставляет химически активные частицы только на локальный участок поверхности с одновременной его активацией.
5. Воспроизводимость свойств покрытий при CVD процессах определяется температурными условиями на поверхности детали, что зависит от температуры стенок реактора, осаждения на них продуктов реакций, в основном, не теплопроводных (последнее условие требует постоянной чистки камеры), расположения деталей в камере относительно нагревательных устройств, разнотолщинности деталей. При ФПУ покрытие наносится локально при более предсказуемых температурных условиях.
Финишное плазменное упрочнение также относится к процессам обработки холодной атмосферной плазмой (анг. cold atmospheric plasma - CAP), в которых используются коронный (англ. corona discharge), диэлектрический барьерный разряды (англ. dielectric barrier discharge - DBD), микроволновая ВЧ и СВЧ плазма (англ. microwave plasma) и дуговой разряд (англ. arc discharge).
Отдельные свойства газовых разрядов холодной атмосферной плазмы представлены в таблице:
| Свойство                                | Вид газового разряда холодной атмосферной плазмы | Вид газового разряда холодной атмосферной плазмы | Вид газового разряда холодной атмосферной плазмы | Вид газового разряда холодной атмосферной плазмы |
| Свойство                                | Коронный разряд                                  | Диэлектрический барьерный разряд                 | Микроволновая ВЧ и СВЧ плазма                    | Дуговой разряд                                   |
| Удельная энтальпия плазмы (кДж/кг)      | 0,01-1                                           | 0,1-10                                           | 10-1000                                          | 2000-50000                                       |
| Температура плазмы (К)                  | 1000-2000                                        | 300-500                                          | 1000-5000                                        | 5000-15000                                       |
| Скорость плазмы (м/c)                   | 10-50                                            | 20-100                                           | 100-300                                          | 10-500                                           |
| Плотность плазмы (частиц/см3)           | 1012-1013                                        | 1013-1014                                        | 1014-1015                                        | 1015-1017                                        |
| Плотность теплового потока (Вт/см²)     | 0,1-10                                           | 1-20                                             | 10-100                                           | ≥100                                             |
| Мощность плазмы (Вт)                    | 5-100                                            | 50-500                                           | 200-2000                                         | 500-30000                                        |
| Напряженность электрического поля (В/м) | 104-105                                          | 105-106                                          | 103-104                                          | 106-107                                          |

При ФПУ применяются плазменные струи дугового разряда, которые отличаются от других видов холодной атмосферной плазмы:
- более высокой энтальпией, скоростью, температурой и плотностью, что приводит к эффективным энергетическим, термическим, газодинамическим, активационным воздействиям и повышенной производительности при различных применениях;
- повышенным количеством ионизированных и возбужденных частиц (свободных электронов, ионов, нейтральных атомов и молекул), активных форм кислорода (озона, атомарного кислорода, гидроксильных радикалов) и азота (пероксинитрита, оксида и диоксида азота), усиливающим процессы диссоциации, адсорбции, окисления и бактерицидной обработки;
- квазиламинарным течением, обеспечивающим прецизионность обработки, локализацию реактивных частиц и характеризующимся уменьшенным расходом газа и электроэнергии;
- возможностью применения как постоянных, так и импульсных режимов работы дуговых разрядов для минимизации теплопередачи и эффективности энергетических характеристик;
- повышенными низкочастотными и высокочастотными пульсациями, усиливающими неоднородность, энергетическое, термическое и газодинамическое воздействие;
- специфическим градиентом температур по оси и сечению потока, обеспечивающим обработку материалов с разной температурой плавления;
- многоконтурной и многоуровневой системой охлаждения для получения оптимальных энергетических характеристик, повышения стабильности и надежности работы оборудования;
- интенсивностью спектра излучения (инфракрасного, видимого и ультрафиолетового), способствующего более глубокому проникновению в твердые тела и эффективности стерилизации;
- масштабируемостью, адаптивностью и универсальностью за счет простого регулирования энергией, скоростью, температурой, генерацией  активных радикалов, использования различных газов и жидкостей в качестве прекурсоров, многоструйных конфигураций для решения различных промышленных и биомедицинских задач.
Именно благодаря вышеназванным факторам процесс ФПУ  может обеспечивать нанесение высококачественных многофункциональных покрытий. 
Основные достоинства процесса ФПУ - это осуществление процесса без вакуума и камер, минимальный интегральный нагрев детали, не превышающий 60-150 °С, возможность нанесения покрытий локально, на деталях различных габаритов, в любом пространственном положении, в труднодоступных зонах, при использовании малогабаритного, мобильного и экономичного оборудования.
Основные виды покрытий, наносимые методом ФПУ, применяются для повышения долговечности и надежности инструмента, штампов, пресс-форм, ножей, деталей машин и механизмов, медицинского инструмента, для предотвращения образования углеродистых отложений (нагара, лака, шлама), связанных с горением топлива, с высокотемпературным и окислительным воздействием компонентов масла, обеспечения биосовместимых и бактерицидных свойств имплантатов и деталей имплантационного назначения, стоматологических и других изделий.
Отдельные фильмы о практическом применении процесса ФПУ размещены в YouTube по ключевым словам «финишное плазменное упрочнение».
Для нанесения покрытий при ФПУ используются жидкие прекурсоры на основе элементоорганических и неорганических жидкостей семейства СЕТОЛ (SETOL), суммарный годовой расход которых при односменной работе оборудования составляет примерно 0,5 литра. Подача паров жидких прекурсоров  в плазмохимический реактор осуществляется газом-носителем, который пробулькивается сквозь жидкость или проходит над её поверхностью, захватывая некоторое количество  реагентов. Скорость подачи жидких реагентов имеет нелинейную зависимость от расхода и давления газа-носителя, длине линии подачи реагентов и уровня жидких реагентов в ёмкостях. Покрытия являются аморфными или аморфно-кристаллическими, благодаря использованию прекурсоров, имеющих в своем составе элементы - аморфизаторы (такие как бор, кремний и другие), а также в связи с высокими скоростями охлаждения наносимого покрытия, равными (1010-1012) К/с.
Осаждаемые при ФПУ покрытия на основе соединений кремния толщиной до 2 мкм являются прозрачными. Интерференционная окраска многослойных кремнийсодержащих покрытий видимых в отраженном свете в зависимости от их толщины - от фиолетово-голубого до зелено-красного.
Покрытия могут быть мультислойными с толщиной монослоев 5-50 нм. Для нанесения, например, трибологических покрытий с низким коэффициентом трения используется до 250 монослоев, которые могут иметь как одинаковый, так и разный элементный состав.
Отдельные характеристики наносимых покрытий: повышенная твердость, химическая инертность, устойчивость к окислению при температурах до 1200 °С, высокая сопротивляемость усталостному разрушению в условиях циклических нагрузок и вибраций, низкий коэффициент трения (до 0,03), повышенная адгезия к различным подложкам, высокое удельное электрическое сопротивление (порядка 106 Ом∙м).
Покрытия обладают радиационной стойкостью, поэтому могут использоваться для упрочнения, например, режущего инструмента, работающего в условиях воздействия жесткого ионизирующего излучения.
Для реализации процесса ФПУ были разработаны установки типа УФПУ-110, УФПУ-111, УФПУ-112, УФПУ-113, УФПУ-114, УФПУ-115, УФПУ-БПУ-115 и др. В настоящий момент выпускается оборудование с вводом паров одновременно от 3-х видов прекурсоров.
Технология и оборудование для ФПУ используется, например, для упрочнения режущего инструмента и деталей технологической оснастки в различных российских и зарубежных компаниях.
Оборудование ФПУ для научных и учебных целей используется в 9 университетах России, Республике Беларусь, Мексике.
Технология ФПУ для различных практических применений исследовалась многими учеными и специалистами. Ниже приводятся наиболее важные публикации по этим исследованиям:
1. Карцев С. В., Свитящук А. Н., Кулаков О. И., Свитящук  Н. Н. Исследование износостойкости тонкопленочных покрытий, сформированных на образцах из стали 65Г (PECVD процесс). // Фундаментальные исследования и инновационные технологии в машиностроении — 2024. ИМАШ РАН. М.: — 2024. — C. 100 — 102.
2. Мишарев Д. С. Краткий обзор метода финишного плазменного упрочнения. // В сб. 9-е Уткинские чтения «Библиотека журнала «ВОЕНМЕХ. Вестник БГТУ». Труды XVI Общероссийской научно-технической конференции. Санкт-Петербург. — 2024. — С. 74 — 77.
3. Токарев А. В. Повышение ресурса режущего инструмента методом финишного плазменного упрочнения. // Вопросы современной науки: проблемы, тенденции и перспективы. Мат. VII МНТК. Кемерово. — 2023. — С. 296 — 299.
4. Пискарев М. Ю., Валиков П. И., Селеджиев Д. С. Технологические аспекты возможного повышения эксплуатационных характеристик силовых узлов перспективных аксиально-поршневых гидромашин.  Сетевой научно-технический электронный журнал «Научный вестник. Развитие систем управления» — 2023. — № 3. — 69 — 78.
5. Манн С. В., Бургонутдинов А. М., Щёткин Р.  В., Коновалов С. И. Восстановление зубьев шестерней механизмов поворота погрузчиков манипуляторного типа. // Перспективы совершенствования технической подготовки военнослужащих и сотрудников войск национальной гвардии Российской Федерации. Межвузовский сборник научно-практических материалов. Пермь.  — 2022. — С. 163 — 170.
6. Шаповалов А. И., Макаров А. В., Владимиров А. А., Труфанов И. А. Применение технологии нанесения тонкопленочных алмазоподобных износостойких покрытий для повышения стойкости штамповой оснастки. // Современные проблемы горно-металлургического комплекса. Наука и производство. Материалы 18-й Всероссийской научно-практической конференции. Старый Оскол. — 2021. — С. 330 — 339.
7. Политов А. С., Латыпов Р. Р. Особенности реновации протяжек из порошковых быстрорежущих сталей с плазменным упрочнением. // Упрочняющие технологии и покрытия. — 2021. — Т. 17. — № 2. — С. 82 — 85.
8. Шаповалов А. И., Труфанов И. А. Повышение стойкости режущего инструмента при обработке труднообрабатываемых материалов за счет нанесения при атмосферном давлении тонкопленочных покрытий. // Современные проблемы горно-металлургического комплекса. Наука и производство. Материалы 17-й Всероссийской научно-практической конференции. Старый Оскол. — 2021. — С. 246 — 253.
9. Шаповалов А. И., Макаров А. В., Владимиров А. А. Применение тонкопленочных покрытий, полученных по технологии финишного плазменного упрочнения, при обработке отверстий и пазов в деталях из алюминиевых сплавов. // Современные материалы и технологии восстановления и упрочнения деталей промышленного оборудования. Материалы 1-й МНПК, 16 – 17 сентября 2021 г. Старый Оскол. — 2021. — С. 115 — 123.
10. Туракулов Х., Землянушнова Н. Ю. Проектирование приспособления для финишного плазменного упрочнения пальца рессоры. // Актуальные проблемы инженерных наук. Материалы 65-й НПК. СКФУ. Ставрополь. — 2021. Изд-во: Издательский дом «Тэсэра». — С. 405 — 408.
11. Растегаев И. А., Растегаева И. И., Мерсон Д. Л., Коротков В. А. Особенности изнашивания плазменного тонкопленочного покрытия на быстрорежущей стали. // Трение и износ. — 2020. — Т. 41. — № 2. — С. 217 — 227.
12. Бирюков А. В. Финишное плазменное упрочнение инструмента. Гагаринские чтения — 2020. Сб. тезисов докладов. 2020. Изд-во МАИ. — С. 932.
13. Коротков В. А., Растегаев И. А., Мерсон Д. Л., Афанасьев М. А. Исследование влияния плазменного тонкопленочного покрытия системы Si—O—C—N на поверхностное упрочнение быстрорежущей стали. // Поверхность. Рентгеновские, синхротронные и нейтронные исследования. — 2020. — № 3. — С. 62 — 70.
14. Суслов А. Е., Бочаров А. В. Повышение долговечности карданных валов грузового автотранспорта с помощью финишного плазменного упрочнения. // Повышение эффективности металлургического производства. Сб. мат. ХХVII Областной НТК. 2019. Изд-во: Липецкий государственный технический университет (Липецк). 2019. — С. 130 — 133.
15. Коротков В. А. Упрочняющее тонкопленочное покрытие. // Сварка. Реновация. Триботехника. Мат. 9-й Уральской НПК. Екатеринбург. — 2019. — С. 151 — 153.
16. Политов А. С., Латыпов Р. Р. Трибологическое влияние плазменного упрочнения на ресурс протяжек из порошковых быстрорежущих сталей. // Станкостроение и инновационное машиностроение. Проблемы и точки роста. Материалы Всероссийской научно-технической конференции. — 2019. — С. 398 — 402.
17. Власов С. Н., Пикмирзин М. Ю. Исследование работоспособности концевых фрез с аморфными кремнийуглеродистыми покрытиями. // Парадигма. — 2019. — № 2. — С. 120 — 124.
18. Попов М. А. Повышение износостойкости шарошечных долот путем нанесения плазменного безвакуумного тонкопленочного покрытия. // Металлообработка. — 2019. — № 5 (113). — С. 34 — 41.
19. Тавтилов И. Ш., Репях В. С. Особенности структурообразования твердых сплавов при обработке ФПУ. // Компьютерная интеграция производства и ИПИ-технологии. Сб. материалов IX Всероссийской конференции с международным участием. — 2019. — С. 490 — 494.
20. Новиков С. В., Тамазов И. Д., Тополянский П. А., Тополянский А. П. Использование холодной атмосферной плазмы в стоматологии. // Здоровье и образование в 21 веке. — 2018. — т. 20. — № 1. — С. 124 — 127.
21. Краснова М. Н., Высоцкий А. М. Финишное плазменное упрочнение. // Инновационные технологии и оборудование машиностроительного комплекса. Межвузовский сборник научных трудов. Воронеж. — 2018. — С. 85 — 88.
22. Главатских Г. Н., Овсянников А. В. Финишное плазменное упрочнение как эффективный способ нанесения покрытий. // Наука Удмуртии. — 2018. — № 2 (84). — С. 21 — 25.
23. Горленко А. О., Давыдов С. В. Нанесение покрытий для повышения износостойкости поверхностей трения сферических подшипников скольжения. Металловедение и термическая обработка металлов. — 2017. — № 9 (747). — С. 36 — 40.
24. Кадырметов А. М., Кондратьев М. В., Бобров Е. С., Снятков Е. В. Вопросы оптимизации финишного плазменного упрочнения. // Университетская наука — 2016. Сб. докладов. — 2016. Т. 2. Изд-во Приазовский государственный технический университет. — С. 253 — 254.
25. Горленко А. О., Тополянский П. А., Тополянский А. П. Трибологические возможности финишного плазменного упрочнения для повышения ресурса металлорежущего инструмента. // Металлообработка. — 2016. — № 3. — С. 33 — 41.
26. Горленко А. О., Ерохин А. Н. Повышение износостойкости поверхностей сферических подшипников скольжения. Вестник Брянского государственного технического университета. — 2016. — № 4 (52). — 15 — 21.
27. Кашапов Н. Ф., Шарифуллин С. Н., Тополянский П. А., Файрушин И. И., Лучкин А. Г. Комплексные плазменные технологии на основе плазмохимических процессов для получения многофункциональных беспористых покрытий с повышенными физико-механическими и эксплуатационными свойствами. // Технологии упрочнения, нанесения покрытий и ремонта: теория и практика: Материалы 18-й Международной научно-практической конференции: СПб.: Изд-во Политехн. ун-та. — 2016. — С. 346 — 353.
28. Смоленцев Е. В., Кадырметов А. М., Кондратьев М. В., Бобров Е. С. Оптимизация процесса нанесения плазменных упрочняющих покрытий. // Фундаментальные и прикладные проблемы техники и технологии. — 2016. — № 1 (315). — С. 54 — 59.
29. Смоленцев Е. В., Кадырметов А. М., Кондратьев М. В., Бобров Е. С. Вопросы выбора режимов финишного плазменного упрочнения на установке УФПУ-114. // Технологии упрочнения, нанесения покрытий и ремонта: теория и практика. Материалы 18-й Международной научно-практической конференции. СПб.: Изд-во Политехн. ун-та. — 2016. — С. 175 — 178.
30. Бологов Д. В., Прокопенко А. В., Сутормин А. Ю., Фетисов Г. П. Финишное плазменное упрочнение инструмента, штампов и пресс-форм. // Вестник Московского авиационного института. — 2015. — т. 22. — № 2. — С. 115 — 120.
31. Фетисов Г. П., Прокопенко А. В., Бологов Д. В., Помельникова А. С. Технология упрочнения алмазоподобным покрытием. // Технология металлов. — 2015. — № 8. — С. 36—40.
32. Тополянский П. А., Ермаков С. А., Тополянский А. П. Упрочнение разделительных штампов тонкопленочными покрытиями. // Кузнечно-штамповочное производство. Обработка металлов давлением. — 2015. — № 7. — С. 27 — 39.
33. Тополянский П. А., Тополянский А. П., Ермаков С. А., Соснин Н. А. Повышение стойкости инструмента для холодной объемной штамповки. // Кузнечно-штамповочное производство. Обработка металлов давлением. — 2014. — № 3. — С. 22 — 32.
34. Дунаев А. В. Результаты поиска смазочных композиций и покрытий, обеспечивающих коэффициент трения ниже 0,03. // Технологии упрочнения, нанесения покрытий и ремонта: теория и практика: В 2 ч. Часть 2: Материалы 16-й Международной научно-практической конференции: СПб.: Изд-во Политехн. ун-та. — 2014. — С. 47 — 53.
35. Горленко А. О., Тополянский П. А., Тополянский А. П., Сканцев В. М., Шупиков И. Л., Ерохин А. Н. Повышение износостойкости резьбонарезного инструмента на основе выбора оптимального антифрикционного покрытия. // Справочник. Инженерный журнал. — 2013. — №9 (198). — С. 44 — 51.
36. Скаков М. К., Рахадилов Б. К., Рахадилов М. К. Упрочнение поверхности стали Р6М5 нанесением тонкопленочного покрытия из SiC. // Инновационные технологии и экономика в машиностроении. Сб. трудов 6-й МНПК. Томск: Изд-во ТПУ. — 2013. — С. 156 — 159.
37. Горленко А. О., Тополянский П. А., Тополянский А. П., Соснин Н. А., Ермаков С. А. Технология финишного плазменного упрочнения для повышения ресурса металлорежущего инструмента. // Фундаментальные и прикладные проблемы техники и технологии. — 2013. — № 3 (299). — C. 66 — 74.
38. Тополянский П. А., Ермаков С. А., Соснин Н. А., Тополянский А. П. Сравнительный анализ свойств износостойких покрытий для повышения стойкости сверл. // Металлообработка. — 2013. — № 4 (76). — С. 28 — 39.
39. Розаренов Г. С., Пачевский В. М., Кондратьев М. В., Шитиков С. С. Оптимальный алгоритм планирования эксперимента по увеличению стойкости режущего инструмента после финишного плазменного упрочнения на установке УФПУ-111 в рамках многофакторного анализа. // В сб.: Инновационные технологии и оборудование машиностроительного комплекса. Межвузовский сб. Изд-во ВГТУ. Воронеж, 2012. — С. 22 — 25.
40. Тополянский П. А., Ермаков С. А., Соснин Н. А. Финишное плазменное упрочнение инструмента для труднообрабатываемых материалов. // Тяжелое машиностроение. — 2010. — № 6. — С. 29 — 33.
41. Землянушнова Н. Ю., Искендеров Р. Д., Магомедов Р. А., Мартыненко С. Ю., Овсянников Д. С. Влияние финишного плазменного упрочнения на режимы резания при сверлении. // Актуальные проблемы научно-технического прогресса в АПК. Сб. материалов 4-й МНПК. Ставрополь. Изд. Агрус. — 2009. — С. 24 — 28.
42. Гиршов В. Л., Тополянский П. А. Металлорежущий инструмент из порошковой стали с дисперсной структурой и алмазоподобным нанопокрытием. // Металлообработка. — 2009. — № 1(49).— С. 43 — 49.
43. Тополянский П. А. Увеличение срока службы формокомплектов в условиях стеклотарных заводов. // Стеклянная тара. — 2009. — № 3.— С. 14 — 18.
44. Тополянский П. А. Повышение износостойкости формообразующих деталей технологической оснастки. // Формы +. Оснастка для переработки полимерных материалов. — 2008. — №2 (4). — C. 6 — 12.
45. Анциферов В. Н., Ханов А. М., Матыгуллина Е. В., Ташкинова Л. А. К оценке износостойкости тонких оксидно-карбидных покрытий. // Технологии ремонта, восстановления и упрочнения деталей машин, механизмов, оборудования, инструмента и технологической оснастки. Материалы 7-й Международной практической конференции-выставки 12-15 апреля 2005 г., Санкт-Петербург. Изд. СПбГПУ. — 2005. — C. 253 — 255.
46. Каменева А. Л. Использование покрытий на основе SiC и SiO2 для упрочнения твердосплавного режущего инструмента. // Порошковая металлургия. — 2003. — № 11—12. — С. 111 — 117.